# 茂垣弘道
茂垣弘道，日本男性動畫製作人、STUDIO COMET代表董事。

## 來歷
動畫製作公司KnacK時期以企劃製作一職提攜《ChargeMan研！》、《新丁丁與平平》及《星星王子 普奇·普蘭斯》之後，1980年離開KnacK後，進入土田製作公司上班。從此作為製作擔當負責《加油權兵衛》、《漫畫山田君》，然後作為製作人提攜《漫畫諺語事典》、《漫畫日本史》、《猿飛小忍者》（播出當時他是NAS的幹部，作為所屬公司的製作人曾參與該作品）及《藍寶》。
1986年1月離開土田製作公司，成立STUDIO COMET。自成立至今（2013年），擔任工作室代表董事已經超過25年，在管理幹部和員工同時，還參與了《之後頓珍漢》、《勇者鬥惡龍》、《小小男子漢》、《水色時代》、《仙魔大戰2000》、《戀愛占卜師》、《我愛美樂蒂》、《寶石寵物》等許多電視動畫的企劃製作和企劃。

## 提攜作品

### KnacK擔當作品
- 鐵甲飛天俠（1972年－1973年，製作擔當、編劇）
- ChargeMan研！（1974年，製作人）
- 新丁丁與平平（日语：ドン・チャック物語）（1976年－1978年，製作人）
- 星星王子 普奇·普蘭斯（1978年－1979年，製作人）
- 漫畫猿飛佐助（1979年－1980年，音響監督）

### 土田製作公司擔當作品
- 加油權兵衛（日语：がんばれゴンベ）（1980年，製作擔當）
- 漫畫山田君（日语：おじゃまんが山田くん）（1980年－1982年，製作擔當）
- 漫畫諺語事典（日语：まんがことわざ事典）（1980年－1982年，製作人）
- 猿飛小忍者（日语：さすがの猿飛）（1982年－1984年，製作人）※當時NAS名義活動。
- 漫畫日本史（日语：まんが日本史 (日本テレビ)）（1983年－1984年，製作人）
- 足球小將翼 (昭和版)（1983年－1986年，製作人）
- 藍寶（日语：らんぽう）（1984年，製作人）
- 新好小子（日语：あした天気になあれ (漫画)）（1984年－1985年，製作人）

### STUDIO COMET擔當作品
- 高校！奇面組（日语：ハイスクール!奇面組）（1985年－1987年，企劃製作）
- 之後頓珍漢（日语：ついでにとんちんかん）（1987年－1988年，企劃製作）
- 名門！第三野球部（日语：名門!第三野球部）（1988年－1989年，企劃製作）
- 勇者鬥惡龍（1989年－1991年，企劃製作）
- 校園七大不可思議神秘事件（日语：ハイスクールミステリー学園七不思議）（1991年－1992年，企劃製作）
- 幻影真帆（日语：まぼちゃん旅行記）（1992年－1993年，企劃製作）
- 小小男子漢（1992年－1994年，企劃製作）
- 餓狼傳說（1992年，企劃製作，單集電視動畫）
- 龍虎之拳（1993年，企劃製作，單集電視動畫）
- 侍魂 ～破天降魔之章～（1994年，企劃製作，單集電視動畫）
- 足球小將翼J（1994年－1995年，企劃）
- 水色時代（1996年－1997年，企劃製作）
- 呱呱響叮噹（日语：ケロケロちゃいむ）（1997年，企劃製作）
- 頭文字D（1998年，企劃製作）
- 發明小子（日语：発明BOYカニパン）（1998年－1999年，企劃製作）
- 超級發明小子（日语：発明BOYカニパン）（1999年，企劃製作）
- 仙魔大戰2000（日语：ビックリマン2000）（2000年－2001年，企劃製作）
- 戀愛占卜師（2001年－2002年，企劃製作）
- 哨聲響起（2002年－2003年，企劃製作）
- 真·女神轉生D 惡魔之子 光之書與闇之書（2002年－2003年）※播出途中擔任。
- 棉花糖樂園（2004年－2005年，企劃製作）
- 陸奧圓明流外傳 修羅之刻（2004年，企劃製作）
- 妖怪人間貝姆 (2006年版)（2006年，企劃）
- 我愛美樂蒂：轉轉旋律魔法牌（2006年－2007年，企劃製作）※播出途中卸任。
- 快樂魔法變（日语：まもって!ロリポップ）（2006年，動畫協調人）
- 寶石寵物 Kira☆Deco！（2012年－2013年，動畫製作人）
- 美男高校地球防衛部LOVE！LOVE！（2016年，企劃）

## 相關項目
- ICHI（日语：ICHI (企業)）（舊名KnacK）
- STUDIO COMET
- 日本動畫師列表

## 外部連結
- （日語）